# Hans Kripgans
Hans Karl Kripgans (* 1. Mai 1910 in Lübeck; † 10. Januar 1996 ebenda) war vor dem Zweiten Weltkrieg der leitende Fotograf beim Lübecker General-Anzeiger. Der ab 1950 fest eingestellte Fotograf der Lübecker Nachrichten galt in den darauffolgenden zwei Jahrzehnten als das „Auge von Lübeck“.

## Leben

### Herkunft

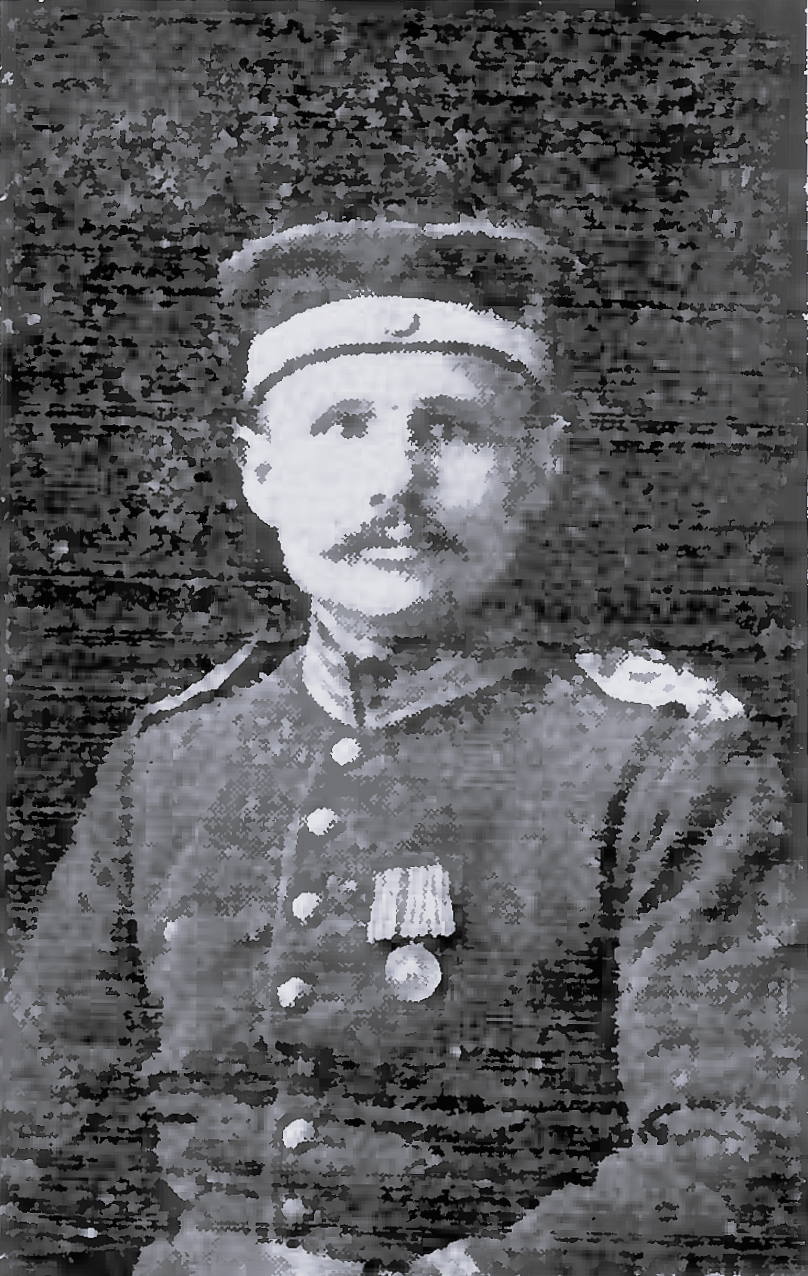

Hans Kripgans' Onkel, Ernst, war während seiner Dienstzeit zwei Jahre in Tsingtau gewesen. Vor Kriegsbeginn arbeitete dieser als Maurer des in der Geniner Straße befindlichen Gaswerk II. Seit Beginn des Krieges hatte der Gefreite der Seewehr an zahlreichen Gefechten teilgenommen. Am 20. Dezember 1914 erlag er in einem Middelkerker Hospital seiner wenige Tage vorher beim Kampf in den Dünen von Lombartzyde erhalten schweren Verwundung.
Hans wurde in der Waisenhofstraße 6a als Sohn von Nikolaus Johannes Ludwig Heinrich Friedrich Kripgans und dessen Frau Agnes Elise Auguste, geb. Böttcher geboren. Sein Vater war Nieter, später Nietmeister, bei der Lübecker Maschinenbau Gesellschaft. Diese baute zu jener Zeit vor allem Schwimmbagger und Spezialschiffe.

### Laufbahn
Kripgans besuchte die Oberrealschule zum Dom. Während seiner anschließenden kaufmännischen Ausbildung wurde für ihn das Fotografieren wichtiger als sein Lehrberuf.
Nachdem er Ende der 1920er ein Volontariat bei der Berliner Sportbildagentur Schirner absolviert hatte, verkaufte Kripgans in Lübeck erste Fotos an die Tageszeitungen. Er hatte 1930 mit der Pressefotografie begonnen. Der Lübecker Volksbote, die Tageszeitung der SPD, druckte im Januar 1932 sein Foto einer Brandruine in Palingen.
Der General-Anzeiger versah Fotos nicht mit dem Namen des Bildautors, sondern mit der typischen Angabe LGA-Bilder. Die Aufnahmen vom in Travemünde trainierenden Max Schmeling und aus dem Löwenkäfig des 1936 in der Stadt gastierenden Zirkus Sarrasani lassen sich ihm jedoch zuordnen. Seine Negative aus jener Zeit sind verschwunden, mit Ausnahme einer Serie von Aufnahmen mit nationalsozialistischer Thematik. Die Hansestadt Lübeck erwarb in den 1980er Jahren seine Glasnegative der Aufnahmen, da es sich bei ihnen um für sie wichtige Bilddokumente aus dem Dritten Reich handele.

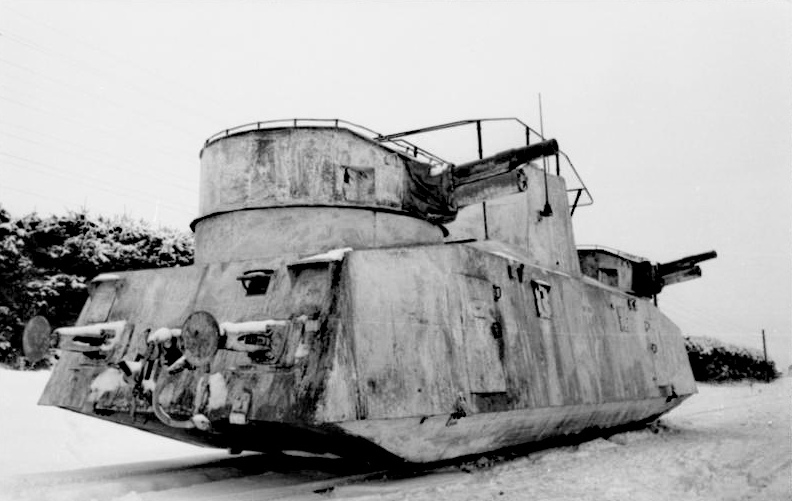
Panzerzug (1944)

Mit Beginn des Krieges wurde Kripgans 1939 zum Kriegsdienst eingezogen und diente als Artillerist, bevor er als „PK-Fotograf“ eingesetzt wurde. Die Propagandakompanie setzte sich aus Journalisten, Fotografen und Kameraleuten zusammen. Ihre Aufgabe war es, den Vormarsch und später den Rückzug der deutschen Truppen im Eroberungskrieg zu dokumentieren. Seine Aufnahmen aus Frankreich (1941) und Russland (1942–1944) befinden sich im Bundesarchiv. Gegen Ende des Krieges war er in der Heeresgruppe Kurland eingesetzt. Ihm gelang die Flucht nach Schweden über die Ostsee. Die deutschen Soldaten wurden jedoch an die Sowjetunion 1946 ausgeliefert.
Seinem Credo „Man muss mit dem Auge sehen“ folgend, nahm Kripgans, als er Anfang 1950 in seine Heimatstadt zurückgekehrt war, im Februar seine Arbeit bei den Lübecker Nachrichten auf. Deren Erscheinen war am 26. März 1946 lizenziert worden. Der Altverleger Robert Colemann erhielt kurz darauf seine Lizenz zur Herausgabe des Lübecker General-Anzeiger zurück. Die Zeitungen fusionierten zur Lübecker Nachrichten GmbH, und ab dem 10. September 1950 erschienen die LN mit dem Zusatz General-Anzeiger. Bis zu seinem Ausscheiden 1975 fotografierte er für die Redaktion etwa eine halbe Million Bilder. Deren Negative lagern im LN-Archiv.
Wie Brassaï, der als der Fotograf von Montparnasse oder das Auge von Paris bekannt war, avancierte Kripgans zum Auge von Lübeck. Unter dem Titel Das Auge der Lübecker Nachrichten erscheinen seit 2020, zwei von drei Bänden waren bereits erschienen, seine Aufnahmen in gebundener Form. Seine Fotos erschienen aber auch in anderen Werken. So griffen beispielsweise die Stadtwerke Lübeck oder der Kunsthistoriker Ulrich Pietsch bei ihren Veröffentlichungen gerne auf seine Bilder zurück.
Kripgans beschränkte sich nun auf die von ihm geliebte Sportfotografie. Das von ihm geschaffene wesentliche optische Gedächtnis der Stadt wird in über 100 Ordnern und vielen Schachteln aufbewahrt.
Die Tageszeitungen waren in den 1950er Jahren die herausragenden Informationsvermittler. Als die größte Tageszeitung Schleswig-Holsteins versorgten die LN von Lauenburg bis in die Umlandkreise von Fehmarn mit ihren Regionalausgaben. Zu zahlreichen Anzeigen im Zusammenhang mit dem städtischen Wiederaufbau oder den Wiederaufbauten stammten die Fotos von Kripgans.
Er bildete alle Seiten seiner Stadt ab. Wichtig erscheinende Themen wechselten am Tag und am Wochenende war es wesentlich der Sport. Am 11. November 1959 war Kripgans in der Stadthalle zur Premiere der Buddenbrooks akkreditiert gewesen. Unter den von ihm fotografierten zu diesem Ereignis angereisten Ehrengästen war auch die von ihrer Tochter (Erika) begleitete Witwe (Katia) des Dichters Thomas Mann. Zusammen mit einem für den Text verantwortlichen Redakteur fuhr er zu Uwe Seelers erstem Länderspiel nach Hannover oder zur Ankunft von Mohammad Reza Pahlavi und Soraya Esfandiary Bakhtiary nach Hamburg.
Den größten ästhetischen Reiz für Kripgans hatten allerdings die Aufnahmen, die nicht auf eine redaktionelle Vorgabe hin entstanden. Obwohl er die Menschen oft aus dem Hintergrund beobachtete, gelang es ihm stets innerhalb der Szenen zu sein.
Mitte der 1960er war die noch begrenzte Zahl von Abbildungen im Lokalteil der Zeitung nicht mehr hinreichend. Die Fotografin Marianne Schmalz wurde 1965 in die Redaktion geholt. Alice Pätow und Jo Marwitzky arbeiteten als freie Fotografinnen für die LN. Bis in die Mitte der 1970er Jahre nahm Kripgans die sogenannten großen Termine mit den prominenten Gästen der Stadt war, bevor Schmalz ihn ablöste.
Verkehrsthemen sowie die baulichen Veränderungen der Stadt, ob als Abriss oder Neubau, blieben Kripgans' Bereiche.

### Familie
Er heiratete 1937 in der Marienkirche die Schneidermeisterin Rosa Klara Frida, geb. Maaß (1906–), und bezog mit ihr eine Wohnung in der Beckergrube 27. Gerhard Meyer (1907–1939), als zweiter Pastor der Luthergemeinde zuständig für deren 2. Seelsorgebezirk, vollzog die Trauung.
Sie bekamen eine Tochter, Elke, und mehrere Enkel.

## Ausstellung
- 2021/2022: Lübeck in Bewegung. Die 1960er Jahre (Lübeck, Willy-Brandt-Haus)[11][12]